# Funeral Mist
Funeral Mist — шведская блэк-метал-группа. Образована в 1993 году, прекратила деятельность в 2003 году, с 2009 года возобновила существование как сольный проект Даниэля Ростена (псевдоним Arioch).

## История
Funeral Mist образовались в 1993 году как квартет, состоявший из вокалиста и гитариста Хенрика Экерота (Typhos), гитариста Vintras, бас-гитариста (имя неизвестно) и ударника Velion. Место басиста скоро занял Даниэль Ростен (Arioch). Первая демозапись вышла в 1995 году, в том же году состоялось первое живое выступление. Затем в группе сменился ударник, в течение двух лет группу покинули все основатели: Typhos ушёл в Dark Funeral, Vintras в Thyrfing.
Первые демо представляли собой традиционный сырой блэк-метал, на мини-альбоме «Devilry» звук был разбавлен мрачными эмбиентными эффектами и семплами в промежутках между песнями. «Devilry» был записан в составе: Arioch — вокал и бас, Necromorbus — ударные, Nachash — гитара, и вышел на начинающем лейбле Shadow Records. После этого группа прекратила деятельность до 2001 года.
Дебютный альбом «Salvation» был записан в этом же составе. Его планировалось выпустить на Svartvintras Productions, но релиз долго откладывался, и в итоге альбом вышел 1 июля 2003 года на французском лейбле Norma Evangelium Diaboli (на нём также выпускается Deathspell Omega). Альбом отличает сочетание традиционного блэк-метала и атмосферных звуковых эффектов, а также разнообразная вокальная техника.
Позже группа распалась, Ростен с 2004 года стал вокалистом Marduk. В 2009 году Arioch возродил Funeral Mist и записал альбом «Maranatha» (выпущен 23 февраля на Norma Evangelium Diaboli). Arioch записал альбом в одиночку при участии неизвестного сессионного ударника.

## Участники группы

### Действующие участники
- Arioch — гитара, бас-гитара, вокал

### Бывшие участники
- Vintras — гитара (1993—1997, позже играл в Thyrfing)
- Typhos — гитара (1993—1996, позже играл в Dark Funeral и Infernal)
- Nachash — гитара (1996—2003)
- Velion — ударные (1993—1995)
- Necromorbus — ударные (1996—2003, Chaos Omen, Nex, Corpus Christii, Ofermod, Watain, Zavorash, Into Desolation, In Aeternum, Blackwitch)

## Дискография

### Полноформатные альбомы
- Salvation (2003)
- Maranatha (2009)
- Hekatomb (2018)
- Deiform (2021)

### EP
- Devilry (1998)

### Демо
- Promo (1995)
- Darkness (1995)
- Havoc (1996)